# جوزپه روسو
جوزپه روسو (انگلیسی: Giuseppe Russo؛ زادهٔ ۲۷ ژوئن ۱۹۸۳) بازیکن فوتبال اهل ایتالیا است.
از باشگاه‌هایی که در آن بازی کرده‌است می‌توان به باشگاه فوتبال هلاس ورونا، باشگاه فوتبال آسکولی، باشگاه فوتبال مسینا، باشگاه فوتبال کاتانیا، باشگاه فوتبال کروتونه، باشگاه فوتبال آ. ث. لومتزانه، و باشگاه فوتبال ترنانا اشاره کرد.